# Pan Shu
Pan Shu, född okänt år, död 252, var en kinesisk kejsarinna, gift med kejsar Sun Quan av Östra Wu och mor till kejsar Sun Liang.
Hon var dotter till en ämbetsman och arbetade i en sidenfabrik då kejsaren fick se ett porträtt av henne och gifte sig med henne på grund av hennes skönhet. 
Kejsaren hade många gemåler, men hon blev den som fick titeln kejsarinna. Hon beskrivs som vacker, charmerande men temperamentsfull, och ska ha behandlat sin makes andra makor och sina tjänare illa. Hon blev 243 mor till tronföljaren. 
Under kejsarens sjukdom år 252 frågade hon hur änkekejsarinnan Lü fick makten efter sin makes död. Frågan skapade oro kring att hon skulle ta makten som regent och ledde till att hon mördades strax före sin makes död.